# Biểu tình Cuba 2024
Từ ngày 17 tháng 3 năm 2024, các cuộc biểu tình đã bắt đầu diễn ra tại Cuba, chủ yếu tập trung ở thành phố Santiago, thành phố lớn thứ hai tại quốc gia này nhằm phản đối tình trạng thiếu lương thực và mất điện.
Quốc gia này hiện được cho là phải trải qua cuộc khủng hoảng tồi tệ nhất kể từ đầu những năm 1990. Chính phủ Cuba đã đổ lỗi tình trạng "bị phong tỏa" hiện tại do lệnh cấm vận mà Hoa Kỳ áp đặt kể từ khi Đảng Cộng sản Cuba lên nắm quyền. Cuba đồng thời cũng đã cáo buộc Hoa Kỳ hậu thuẫn tình trạng bất ổn, tuy nhiên, Hoa Kỳ đã bác bỏ.

## Bối cảnh
Vào ngày 12 tháng 1 năm 2021, Tổng thống Hoa Kỳ Donald Trump đã liệt kê Cuba vào danh sách các nhà nước tài trợ khủng bố và thực hiện hàng loạt các lệnh trừng phạt kinh tế mới đối với quốc gia này. Chính phủ Cuba sau đó đã hy vọng Joe Biden khi nắm quyền sẽ thay đổi điều này. Tuy nhiên, ông Biden lại hoàn toàn tránh né và theo các nguồn tin từ chính phủ Cuba, Hoa Kỳ thậm chí còn đã không đáp lại một số lời kêu gọi về việc tổ chức một cuộc họp ngoại giao để đưa nước này khỏi danh sách.
Trong một thông cáo báo chí ngay sau khi bắt đầu các cuộc biểu tình, chính phủ Cuba đã gọi việc Hoa Kỳ đưa nước này vào danh sách các nhà nước tài trợ cho khủng bố là yếu tố nghiêm trọng nhất trong các lệnh trừng phạt của Hoa Kỳ. Dân biểu Hoa Kỳ Joaquin Castro (Đảng Dân chủ) gọi việc Biden không loại Cuba khỏi danh sách là "một cơ hội bị bỏ lỡ nghiêm trọng khiến cho cuộc sống hàng ngày của người dân Cuba trở nên tồi tệ hơn". Khi bị gắn mác nhà nước tài trợ khủng bố, các biện pháp trừng phạt kinh tế mới cũng được thực hiện ngăn cản đầu tư nước ngoài vì nếu không các công ty đó sẽ bị cấm kinh doanh tại Hoa Kỳ theo đạo luật Helms–Burton. Ngoài ra, việc đưa vào danh sách đã loại bỏ hoàn toàn việc du lịch đến Cuba, cụ thể là từ Liên minh châu Âu.
Kể từ đại dịch COVID-19, giá nhiên liệu đã tăng 500%, vấn đề này đã gây rắc rối cho Cuba khi phần lớn điện của nước này được tạo ra từ các nhà máy điện đốt dầu. Trước đó, Cuba đã dựa vào một số ít đồng minh của mình là Venezuela để bán dầu với giá chiết khấu, nhưng do khủng hoảng kinh tế ở Venezuela nên mối quan hệ đặc biệt này đã phải chấm dứt. Do tình trạng thiếu nhiên liệu, mất điện đã luân phiên xảy ra trên diện rộng ở các thành phố lớn tại Cuba. Thậm chí nhiều khu vực còn đã thiếu điện lên tới 14 ngày. Mặt khác, Cuba cũng dựa vào nhập khẩu thực phẩm với khoảng 7 tỷ USD mỗi năm, nhưng do sức mua của đồng peso Cuba yếu nên họ gần như mua toàn bộ hàng nhập khẩu bằng dự trữ ngoại tệ. Những khoảng dự trữ này cũng được sử dụng để mua nhiên liệu, cùng với lạm phát khiến GDP giảm 18,5%, chỉ còn lại rất ít ngoại tệ để nhập khẩu. Cùng với mùa màng thất bại, Cuba phải đối mặt với tình trạng thiếu lương thực trầm trọng.
Chỉ vài tuần trước cuộc biểu tình vào ngày 7 tháng 3, Chủ tịch Cuba Miguel Díaz-Canel đã sa thải Bộ trưởng Kinh tế Alejandro Gil Fernández vì cáo buộc tham nhũng và quản lý yếu kém. Cùng ngày hôm đó, Diario de Cuba đưa tin tồn tại một thị trường chợ đen lớn về thịt mèo do hàng hóa cơ bản ngày càng khan hiếm.

## Diễn biến
Sau khi các cuộc biểu tình diễn ra, chính phủ đã nhanh chóng cung cấp gạo và sữa, nhưng sự bất mãn vẫn tiếp tục gia tăng. Cuba đồng thời cũng đã liên hệ với Chương trình Lương thực Thế giới nhằm cung cấp sữa bột cùng nhiều mặt hàng khác để giải quyết vấn đề thiếu hụt lương thực. Ông Díaz-Canel đã chia sẻ trên X, "Các chính trị gia tầm thường và những kẻ khủng bố trực tuyến đã xếp hàng từ Nam Florida để hâm nóng đường phố #Cuba bằng những thông điệp can thiệp và kêu gọi bạo loạn. Nhưng họ đã phải chịu thất bại". Ngoài ra, trong một thông cáo báo chí, chính phủ Cuba tuyên bố rằng toàn bộ "sinh kế duy nhất của Nam Florida là ngành công nghiệp xâm lược Cuba".
Theo hạ nghị sĩ Hoa Kỳ người Mỹ gốc Cuba Carlos A. Giménez (Đảng Cộng hòa), nhằm ngăn chặn các cuộc biểu tình, chính phủ Cuba đã cắt mọi quyền truy cập internet để ngăn cản người biểu tình phối hợp tổ chức như đã làm vào năm 2021. Giménez đã kêu gọi chính quyền Biden cung cấp internet vệ tinh cho người biểu tình. Đáp lại, phát ngôn viên Bộ Ngoại giao Hoa Kỳ cho biết, "Các quy định của Hoa Kỳ cho phép một số dịch vụ internet hỗ trợ người dân Cuba".
María Payá Acevedo, con gái của một nhà bất đồng chính kiến người Cuba bị ám sát – Oswaldo Payá và là một trong những nhân vật đối lập hàng đầu tại Cuba đang sinh sống lưu vong ở Miami tuyên bố sáng kiến Cuba Decides của bà sẽ kêu gọi các nhà lãnh đạo quốc tế sát cánh và hỗ trợ người biểu tình nhằm đảm bảo chuyển đổi hòa bình Cuba thành nền dân chủ. Cuba Decisions được cho là đã vạch ra kế hoạch 4 bước để thực hiện dân chủ bao gồm: công nhận và đảm bảo nhân quyền cho tất cả người dân Cuba; "một cuộc trưng cầu dân ý mang tính ràng buộc đảm bảo bầu cử và minh bạch" nhằm chấm dứt chế độ đơn đảng; khởi động quá trình chuyển đổi nhằm thiết lập thể chế dân chủ; "bầu cử tự do và đa đảng" để thành lập chính phủ mới.
Hôm 31 tháng 3, chính phủ Cuba xác nhận 90.000 tấn dầu từ Nga đã được vận chuyển đến nước này. Đây là lô dầu đầu tiên của Nga sau hơn một năm gián đoạn, bất chấp việc nước này có những thỏa thuận dầu hàng năm với Nga. Vào ngày 4 tháng 4, Chủ tịch Cơ quan Hợp tác Phát triển Quốc tế Trung Quốc – La Chiếu Huy (罗照辉) đã có chuyến thăm nhà nước Cuba tại La Habana cùng với lô hàng 70 tấn gạo được chính phủ Trung Quốc vận chuyển đến. Đây là một trong số những lô hàng đầu tiên mà Bắc Kinh đồng ý giao cho Cuba trong tổng số 400 tấn gạo với 6 chuyến hàng. Chủ tịch nước Cuba chia sẻ, "...[Trung Quốc] đã giúp đỡ Cuba vào thời điểm kinh tế và xã hội cực kỳ phức tạp". Sau đó các cuộc biểu tình cũng đã bắt đầu lắng xuống. Đến ngày 14 – 19 tháng 4, Phó Thủ tướng Việt Nam Trần Lưu Quang đã có chuyến thăm chính thức đến Cuba. Trong chuyến thăm, Việt Nam đã cam hết hỗ trợ, thúc đẩy nước này trong nông nghiệp với sản xuất gạo và nuôi trồng thủy sản nhằm "bảo đảm an ninh lương thực cho Cuba theo hướng thực chất và lâu dài".

## Phản ứng
Hôm 18 tháng 3, La Habana đã triệu tập nhà ngoại giao cấp cao Hoa Kỳ, Đại biện lâm thời Benjamin Ziff. Carlos Fernández de Cossío, Thứ tưởng Bộ Ngoại giao Cuba, đã gửi công hàm phản đối với Ziff tố cáo Hoa Kỳ vì "hành vi can thiệp" và "thông điệp vu khống" cho các báo cáo về các cuộc biểu tình không phản ánh về "các vấn đề nội bộ của Cuba". Người phát ngôn Bộ Ngoại giao Hoa Kỳ Vedant Patel sau đó đã trả lời, "Hoa Kỳ không đứng sau những cuộc biểu tình ở Cuba và cáo buộc này là vô lý". Hạ nghị sĩ Hoa Kỳ María Elvira Salazar (Đảng Cộng hòa) đã trả lời phỏng vấn với The Hill rằng, "...hy vọng cuộc khủng hoảng này và các cuộc biểu tình ở Santiago de Cuba sẽ vạch trần những thất bại của chủ nghĩa cộng sản và dẫn đến sự chấm dứt của chế độ độc tài". Thượng nghị sĩ Hoa Kỳ Rick Scott kêu gọi Hoa Kỳ sát cánh cùng "những người dân Cuba dũng cảm". Đại sứ quan Hoa Kỳ tuyên bố: "Chúng tôi kêu gọi chính phủ Cuba tôn trọng nhân quyền của người biểu tình và quan tâm đến nhu cầu chính đáng của người dân Cuba". Carlos Fernández de Cossío đã gọi tuyên bố của đại sứ quán là "thiếu tôn trọng" và "công khai can thiệp vào công việc nội bộ của Cuba". Johana Tablada, nhà ngoại giao hàng đầu của Cuba tại Hoa Kỳ cho rằng mục tiêu của chính phủ Hoa Kỳ hiện giờ là "thay đổi chế độ" chống lại Đảng Cộng sản Cuba.
Cũng trong ngày 18 tháng 3, Phó Thủ tướng Nga, Dmitry Chernyshenko đã ca ngợi mối quan hệ ngày càng sâu sắc giữa Nga và Cuba, đồng thời kỷ niệm hơn 100 công ty Nga bắt đầu kinh doanh ở Cuba và tham gia vào các ngành công nghiệp nặng, năng lượng, ngân hàng, nông nghiệp, công nghệ thông tin và du lịch. Chernyshenko tuyên bố, "Cuba là một đồng minh đáng tin cậy của Nga". Ngoài ra, năm 2023, Cuba cũng đã triển khai hệ thống thanh toán Mir của Nga. Ngày 22 tháng 3, cựu Tổng thống Hoa Kỳ và ứng cử viên Đảng Cộng hòa 2024, Donald Trump đã chia sẻ trên Truth Social nội dung, "Tôi muốn bày tỏ sự ngưỡng mộ và ủng hộ với tất cả những người dân Cuba dũng cảm, những người đang đứng lên chống lại chế độ cộng sản hèn hạ không dễ dàng, chúng tôi đánh giá cao điều đó và nó sẽ được thay đổi". Như vậy có thể hiểu, việc thay đổi chế độ ở Cuba sẽ là một trong những quan điểm trong chính sách đối ngoại của ông khi bản thân tái đắc cử.
Nhiều người Mỹ gốc Cuba ở Miami cũng đã tổ chức các cuộc biểu tình để thể hiện tinh thần đoàn kết với người dân trong nước từ ngày 17 tháng 3 khi hàng chục người tụ tập bên ngoài nhà hàng Versailles vẫy cờ Cuba và cờ Hoa Kỳ. Ngày 19 tháng 3, những người biểu tình đã tập hợp thành chuỗi trong khi ngày 24 tháng 3, họ tổ chức một cuộc tuần hành ngắn qua một công viên ở Little Havana.